# Gioune
Die Gioune ist ein kleiner Fluss im nordwestlichen Zentralmassiv von Frankreich, der im Département Creuse der Region Nouvelle-Aquitaine östlich der Stadt Limoges verläuft.

## Geografie

### Verlauf
Die Gioune entspringt unter dem Namen Ruisseau de la Garde im südlichen Gemeindegebiet von Féniers, knapp an der Grenze zur Gemeinde Saint-Setiers im benachbarten Département Corrèze, entwässert mit einem Bogen über West im Unterlauf generell Richtung Nordnordost durch den Regionalen Naturpark Millevaches en Limousin und mündet nach rund 17 Kilometern im Gemeindegebiet von Croze als linker Nebenfluss in die Creuse.

### Orte am Fluss
(Reihenfolge in Fließrichtung)
- Le Petit Meymat, Gemeinde Féniers
- Féniers
- Chaneix, Gemeinde Gioux
- Villecrouseix, Gemeinde Gioux
- Gioux
- Les Angles, Gemeinde Croze